# Robert Rumpe
Robert Rumpe (* 10. März 1857 in Altena; † 11. Januar 1939 in Krefeld) war ein deutscher Arzt und Standespolitiker.

## Leben
Als Sohn eines Fabrikbesitzers studierte Rumpe an der Philipps-Universität Marburg Medizin. Am 30. Januar 1878 wurde er im Corps Teutonia zu Marburg recipiert (FM,xxx,x). Er wechselte an die Friedrich-Wilhelms-Universität zu Berlin und die Ruprecht-Karls-Universität Heidelberg. 1879 wurde er auch im Corps Suevia Heidelberg aktiv (xx,x,x). Er bestand 1881 das Staatsexamen und wurde 1882 in Marburg zum Dr. med. promoviert. Er war Assistenzarzt in Marburg und Königsberg. 1884 ließ er sich in Krefeld als praktischer Arzt nieder. Von 1912 bis 1928 war er Vorsitzender der Ärztekammer und des Ärztlichen Ehrengerichts der Rheinprovinz. Im Ersten Weltkrieg diente er 1914–1918 als Sanitätsoffizier im Deutschen Heer, zuletzt als Generaloberarzt. Er war Mitglied des Preußischen Landesgesundheitsrats. 
Verheiratet war er seit 1885 mit Helene Fritsch aus Soest, in zweiter Ehe seit 1908 mit Elisabeth Fix aus Soest. Er hatte eine Tochter.

## Veröffentlichungen
- Die Gesundheitspflege in der Provinz Westfalen nach Vergangenheit u. Gegenwart. Fischer, Jena 1933.
- Die Gesundheitspflege in der Rheinprovinz. G. Fischer, Jena 1931 [Ausg. 1930].
- Der Gesundheitsunterricht in den Frauen-Fortbildungs-Anstalten. Schoetz, Berlin 1912.